# 1950年代遣返苏联侨民
1950年代遣返苏联侨民或称1950年代苏联撤侨是中华人民共和国政府（以下简称中国政府）应苏联政府要求在1954、55年两次集体遣返苏联侨民的行动。两次大规模遣返的人数总计11万人，但未完全解决苏联侨民问题。

## 背景
俄罗斯人移民中国始于清末。新疆北部、东北地区是俄罗斯人移民的道站和主要的聚居地。苏联建立后，一直积极渗透、拓殖新疆。鼓励俄罗斯移民、当地少数民族群体归化苏联国籍，发放苏侨证，是其重要手段之一。1930年代，中国和新疆地方政府将归化中华民国国籍的新疆俄罗斯人，确认为新疆的少数民族。1940年代在苏联政府支持下，三区叛乱爆发。俄罗斯人虽然归化中华民国，但仍认同苏联。
第二次世界大战结束后，由于人口减少、劳动力缺乏的原因，苏联政府鼓励侨民回国。在中国的苏侨亦是其在海外的最大侨民群体。1947年8月至次年年初，苏联政府曾从中国沿海城市集体遣返苏侨。但因种种原因未能遣返全部苏侨。1949年，中华人民共和国建国，与苏联关系友好、亲密。1954年时，包括俄罗斯人在内，中国境内的苏联侨民大约为14万至16万人，新疆8万人，其它地区6万人。苏联方面的数据远高于此。1950年初，苏联驻伊犁领事称，在新疆三个苏侨居住地（伊犁、塔城、阿勒泰）共有苏侨20多万人，占当进地人口（70万人）的40%。此地亦是1940年代三区叛乱所在。

## 1954年遣返
1954年5月底，地方政府协助苏侨分出发。8月23日，最后一批苏侨回国。共计遣返24807人。

## 1955年遣返
共计遣返8.7万人，其中新疆6.5万人，其它地区2.2万人。